# Sophie Offermans-van Hove

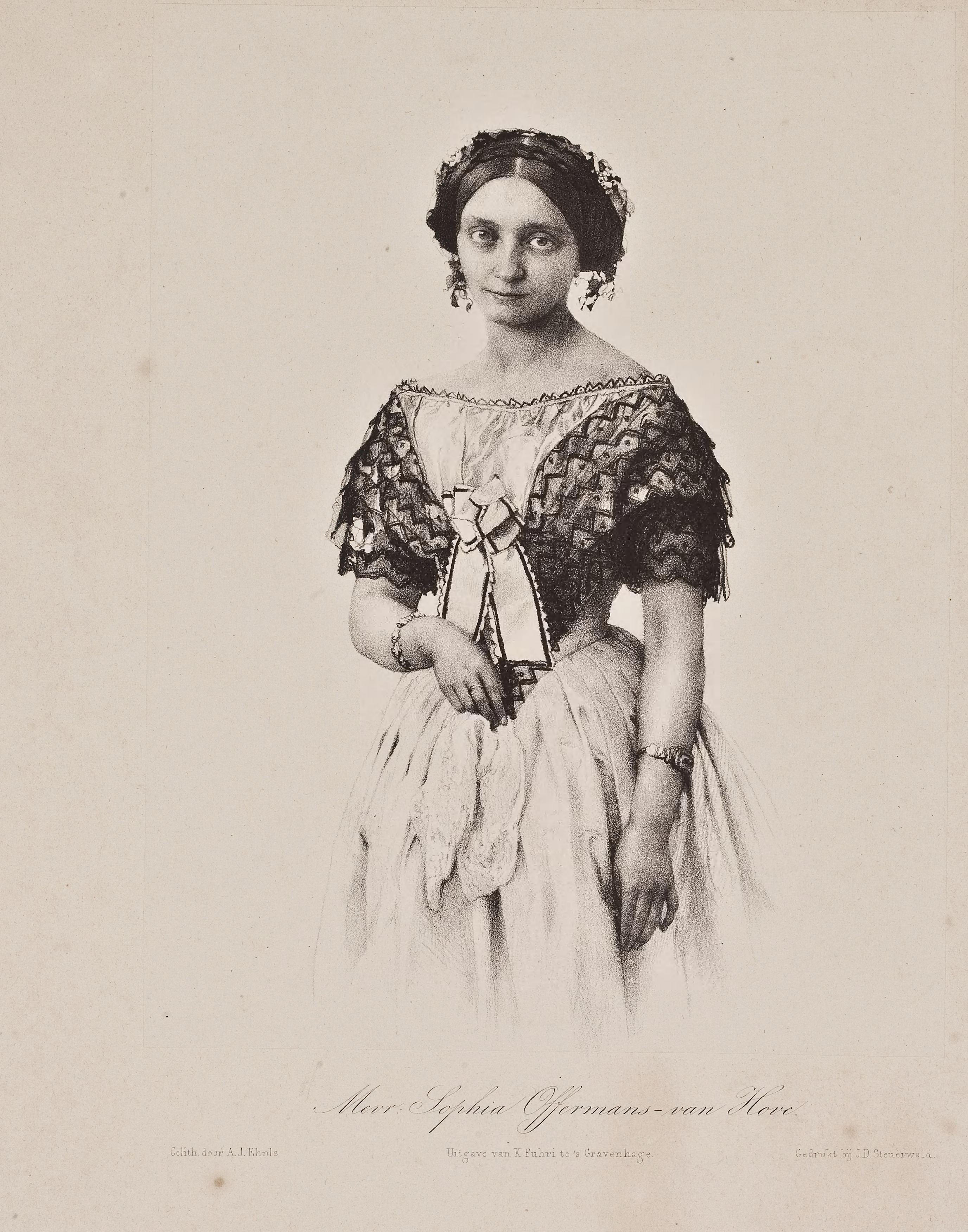
Sophie Offermans-van Hove

Sophia Johanna Huiberta Offermans-van Hove bekannt als Sophie Offermans-van Hove (* 31. Juli 1829 in Den Haag; † 23. September 1906 in Laren) war eine niederländische Konzertsängerin.

## Leben

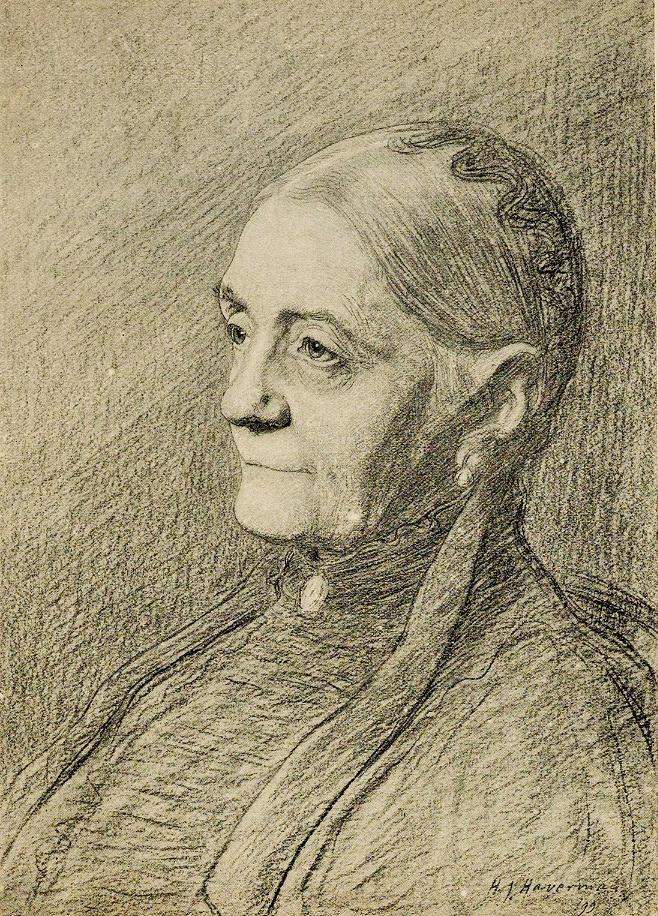
Sophie Offermans-van Hove gezeichnet von H.J. Haverman, (1899)

Sophie Offermans-van Hove wurde am 31. Juli 1829 in Den Haag geboren. Sie war die Tochter des Kaffeehausbesitzers Andreas van Hove (1793–nach 1837) und Johanna de Graaf (1797–nach 1837). Sie wurde als zweite Tochter in einer streng katholischen Familie mit mindestens fünfzehn Kindern geboren, von denen ihre Brüder Johannes und Andreas Johannes Cornelis Wilhelmus, ihre Schwester Johanna und sie selbst eine große musikalische Begabung gehabt haben. Als Kind erhielt sie Gesangsunterricht, doch ihre Eltern erlaubten ihr erst nach langem Zögern, professionelle Sängerin zu werden. Sie wurde, als sie 11 Jahre als war, am Koninklijk Conservatorium Den Haag von Jozeph Fastré und J.H. Lübeck im Gesang und von ihrem Cousin Friedrich Johann Xavier Wirtz am Klavier unterrichtet. Große Bewunderung erregte sie als junge Solistin bei den Sonntagsmessen in der St.-Antonius-Kirche in Den Haag. Als sie 17 Jahre alt war, debütierte sie 1846 und ging mit dem Haager Orchester auf Tournee. Sie wurde für die schwierige Arie der Elvira aus Daniel-François-Esprit Aubers „La muette de Portici“ sehr gelobt. Im Juni 1850 machte sie in Haarlem als erste Sopranistin bei der nationalen Erstaufführung von Mendelssohns Oratorium „Elias“ Eindruck.
Am 7. Oktober 1850 heiratete Sophia van Hove in Den Haag den Geiger in der Hofkapel und im Orchester der Royal French Opera und Musiklehrer Ludovicus Bernardus Wilhelmus George Offermans (1824–1905). Danach arbeitete sie in Brüssel an ihrer Gesangstechnik, schließlich erreichte sie einen Tonumfang von drei Oktaven. Nachdem sie in die Niederlande zurückgekehrt war, erhielt sie viele Einladungen zu Auftritten. Während des Besuchs des deutschen Komponisten Robert Schumann in den Niederlanden am 6. Dezember 1853 sang sie in Den Haag die Titelpartie in seinem Oratorium „Der Rose Pilgerfahrt“, mit Lübeck als Dirigent und Clara Schumann-Wieck am Klavier. Sie sang so brillant, dass Schumann sie während der stürmischen Zeremonie „meine liebliche Rose“ nannte. Beim Jubiläumsfestival der Gesellschaft zur Förderung der Musik in Rotterdam glänzte sie als einzige Niederländerin in einem Ensemble sehr teurer ausländischer Solisten.
In den folgenden Jahren feierte sie große Erfolge in Antwerpen, Köln und Bordeaux. 1863 widmete der niederländische Komponist Gustaaf Adolf Heinze ihr den Sopranpart seines Oratoriums „Die Auferstehung“. Auch damit hatte sie bei der Premiere großen Erfolg. Königin Sophie ernannte sie 1866 zur Hof- und Kammersängerin. Sie gab regelmäßig Hauskonzerte im Huis ten Bosch, wo die Königin im Sommer wohnte. Offermans-van Hove besaß eine Vorliebe für deutsche klassische und zeitgenössische Komponisten wie Bach, Brahms, Händel, Schubert und Schumann. So brachte sie auch viele Lieder von Schubert und Schumann in die Niederlande, aber durch ihr Engagement für niederländische Lieder brachte sie Werke von Johannes Verhulst und anderen Zeitgenossen in das Konzertrepertoire.
Aus ihrer Ehe hatte sie vier Söhne und drei Töchter. Ihre familiären Verpflichtungen nahm sie sehr ernst. So kamen lange Konzertreisen und andere Auslandsangebote für sie nicht infrage. Ihre Gesundheit und die große Familie zwangen sie 1879 zum Abschied von der Konzertbühne. Ihren letzten Auftritt hatte sie am 1. Mai 1879 in Den Haag bei der Hochzeit von König Willem III. mit Prinzessin Emma. Danach gab sie Gesangsunterricht und in ihrem Haus auch kleine Auftritte. 1899 wurde ihr an ihrem siebzigsten Geburtstag der Orden von Oranien-Nassau verliehen.
Während eines Aufenthalts in Laren mit ihrem dritten Sohn, dem Maler Tony Offermans, starb Sophie Offermans-van Hove im Alter von 77 Jahren nach kurzer Krankheit am 23. September 1906. Sie wurde in der Familiengruft auf dem römisch-katholischen Friedhof in Den Haag beigesetzt.